# Umingan
Umingan è una municipalità di seconda classe delle Filippine, situata nella Provincia di Pangasinan, nella regione di Ilocos.
Umingan è formata da 58 baranggay:
- Abot Molina
- Alo-o
- Amaronan
- Annam
- Bantug
- Baracbac
- Barat
- Buenavista
- Cabalitian
- Cabangaran
- Cabaruan
- Cabatuan
- Cadiz
- Calitlitan
- Capas
- Carayungan Sur
- Carosalesan
- Casilan
- Caurdanetaan
- Concepcion

- Decreto
- Del Rosario
- Diaz
- Diket
- Don Justo Abalos (Caroan)
- Don Montano
- Esperanza
- Evangelista
- Flores
- Fulgosino
- Gonzales
- La Paz
- Labuan
- Lauren
- Lubong
- Luna Este
- Luna Weste
- Mantacdang
- Maseil-seil

- Nampalcan
- Nancalabasaan
- Pangangaan
- Papallasen
- Pemienta
- Poblacion East
- Poblacion West
- Prado
- Resurreccion
- Ricos
- San Andres
- San Juan
- San Leon
- San Pablo
- San Vicente
- Santa Maria
- Santa Rosa
- Sinabaan
- Tanggal Sawang